# گلن هیوز (نوازنده)
گلن هیوز (زادهٔ ۲۱ اوت ۱۹۵۱) یک نوازنده انگلیسی است که بیشتر به خاطر نواختن باس و اجرای آواز در گروه هارد راک ذوزنقه و در شناخته شده‌است. او را به دلیل صدای خوانندگی روح‌انگیز و گسترده‌اش با نام «صدای راک» می‌شناسند. در سال ۲۰۱۶، هیوز به عنوان عضوی از Deep Purple وارد تالار مشاهیر راک اند رول شد.
هیوز در ۲۱ اوت ۱۹۵۱ در کناک، استافوردشر، انگلستان به دنیا آمد. او در دهه ۱۹۶۰ به عنوان نوازنده بیس/خواننده، و همچنین گروه فانک راک بریتانیایی Trapeze، در گروه Finders Keepers حضور داشت. هیوز نوازنده بیس و خواننده اصلی سه آلبوم اول Trapeze بود که بین سالهای ۱۹۷۰ و ۱۹۷۲ منتشر شد. او همچنین با گیتار، پیانو و ترومبون در این آلبوم‌ها همکاری کرد.